# Diaspora (botanika)
Diaspora (gr. dia „przez, na wskroś”, sporos „nasiono”) – twór służący do rozprzestrzeniania rośliny lub grzyba. Diasporą może być zarówno cały organizm, jak i jego część zdolna do wyrośnięcia w nowy organizm. Diaspory dzielą się na generatywne i wegetatywne. Do pierwszych należą nasiona, owoce i owocostany, do diaspor wegetatywnych należą: fragmenty plechy, bulwy i bulwki, kłącze, turiony, rozmnóżki, zarodniki.
Analogicznie jak to jest w przypadku nasion, wyróżnia się diaspory rozprzestrzeniające się samoczynnie (autochoryczne), jak i rozsiewane biernie (allochoryczne).